# Webb Ellis Cup

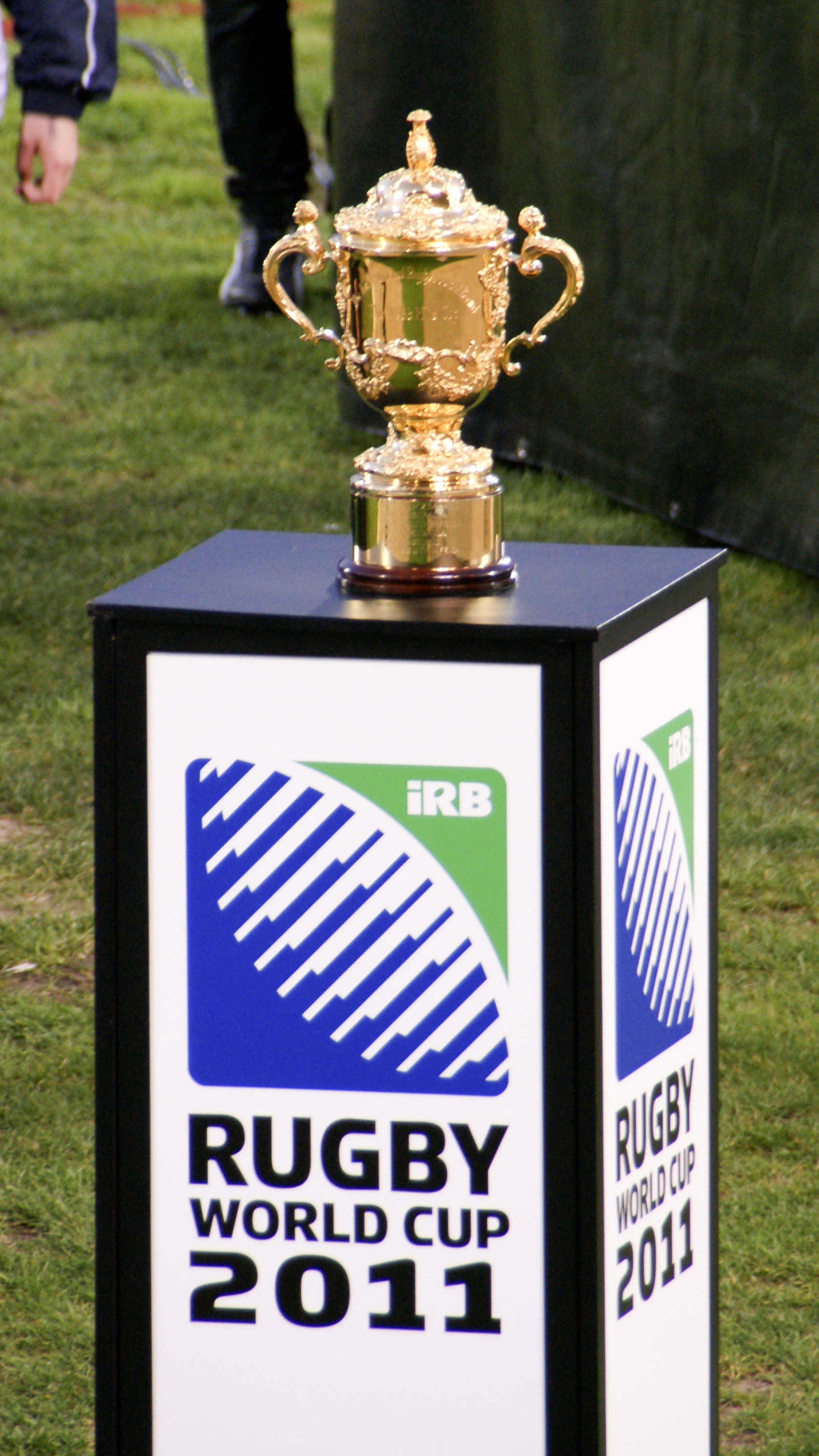
Der Webb Ellis Cup

Der Webb Ellis Cup, auch als Webb Ellis Trophy bezeichnet, ist die Gewinntrophäe der alle vier Jahre ausgetragenen Rugby-Union-Weltmeisterschaften. Er ist nach William Webb Ellis benannt, dem die Erfindung des Rugbyspiels zugeschrieben wird. Die scherzhaft auch Bill (englische Koseform für William) genannte Trophäe wird seit der erstmaligen Austragung der Weltmeisterschaft im Jahr 1987 dem Gewinner des Endspiels übergeben.

## Aussehen
Die Trophäe ist ein 38 Zentimeter hoher Pokal aus vergoldetem Silber. Auf der Vorderseite sind die Worte International Rugby Board und The Webb Ellis Cup eingraviert. An den Seiten befinden sich zwei Griffe. Einer trägt den Kopf eines Satyrs, der andere den Kopf einer Nymphe.
Der Webb Ellis Cup wurde im Auftrag des Weltverbandes International Rugby Board von der traditionsreichen Gold- und Silberschmiede Garrard & Co in London angefertigt. Das Design basierte auf einem Pokal, den das Londoner Unternehmen Carrington and Co. bereits 1906 angefertigt hatte. Dieses wiederum basierte auf einer Arbeit von Paul de Lamerie aus dem Jahr 1740.

## Gewinner
- 1987:  Neuseeland
- 1991:  Australien
- 1995:  Südafrika
- 1999:  Australien
- 2003:  England
- 2007:  Südafrika
- 2011:  Neuseeland
- 2015:  Neuseeland
- 2019:  Südafrika
- 2023:  Südafrika